# Ludwigia virgata
Ludwigia virgata är en dunörtsväxtart som beskrevs av André Michaux. Ludwigia virgata ingår i släktet ludwigior, och familjen dunörtsväxter. Inga underarter finns listade i Catalogue of Life.